# Wiktor Nowikow
Wiktor Iwanowicz Nowikow, ros. Виктор Иванович Новиков (ur. 19 stycznia?/1 lutego 1912 w Moskwie, zm. 28 sierpnia 1971 tamże) – rosyjski piłkarz grający na pozycji pomocnika, trener piłkarski.

## Kariera piłkarska

### Kariera klubowa
Wychowanek klubu Stroitiel Moskwa. W 1929 rozpoczął karierę piłkarską w klubie kolejarzy, który nazywał się KOR Moskwa, a potem Kazanka Moskwa. W 1934 został zaproszony do Dynama Moskwa. W 1937 powrócił do klubu kolejarzy, który zmienił nazwę na Lokomotiw Moskwa. W 1939 zasilił skład zespołu Krylja Sowietow Moskwa. W 1941 został piłkarzem Profsojuzy-2 Moskwa. Podczas II wojny światowej w 1942 razem z innymi robotnikami Zakładu Budowy Silników został ewakuowany do Kujbyszewa, gdzie bronił barw nowo utworzonego klubu Krylja Sowietow Kujbyszew. W kujbyszewskim zespole pełnił funkcję kapitana drużyny i zakończył karierę piłkarza w roku 1946.

## Kariera trenerska
Jeszcze będąc piłkarzem rozpoczął pracę szkoleniowca. W latach 1945–1946 łączył również funkcje trenerskie i piłkarskie w Kryljach Sowietow Kujbyszew. W latach 1947–1948 prowadził Dzierżyniec Czelabińsk, a w 1949 – Awangard Swierdłowsk. Od 1950 do 1951 stał na czele Szachtara Stalino. Potem trenował kluby Nieftianik Baku, Mosbass Stalinogorsk i Burevestnik Kiszyniów, a w 1959 ponownie stał na czele Szachtara Stalino. Następnie pracował w klubach Biełaruś Mińsk, Spartak Nalczyk i Traktor Wołgograd. 8 sierpnia 1963 został mianowany na stanowisko głównego trenera Awanhardu Charków, którym kierował do końca 1964. Od 1965 do 1967 stał na czele Ałgi Frunze. W 1968 dołączył do sztabu szkoleniowego Bałtiki Kaliningrad, w którym najpierw pracował jako starszy trener, a potem jako dyrektor techniczny.
28 sierpnia 1971 zmarł w Moskwie w wieku 59 lat.

## Sukcesy i odznaczenia

### Sukcesy piłkarskie
Krylja Sowietow Moskwa
- mistrz Pierwoj ligi ZSRR: 1939 (grupa B)

Krylja Sowietow Kujbyszew
- mistrz Pierwoj ligi ZSRR: 1945 (grupa II)

### Sukcesy trenerskie
Krylja Sowietow Kujbyszew
- mistrz Pierwoj ligi ZSRR: 1945 (grupa II)

Szachtar Stalino
- brązowy medalista Mistrzostw ZSRR: 1951

### Odznaczenia
- tytuł Zasłużonego Mistrza Sportu ZSRR: 1951